# Parosmodes morantii
Parosmodes morantii es una especie de lepidóptero de la familia Hesperiidae. Se encuentra en KwaZulu-Natal, Suazilandia, Mozambique, Botsuana, Zimbabue y desde el oeste de Kenia a Ghana.
La envergadura es 28-31 mm para los machos y 33-35 para las hembras. Los adultos están en vuelo desde julio a principios de octubre y de diciembre a mayo, con una camada de verano más fuerte (con un pico entre febrero y marzo). Hay dos generaciones por año.
Las larvas se alimentan de especies de Combretum (incluidos Combretum queinzii y Combretum molle), especies de Bridelia (incluidos Bridelia micrantha), Quisqualis, Terminalia y Syzygium cordatum.

## Subespecies
- Parosmodes morantii morantii (costa de Kenia, Tanzania, Democratic Republic of Congo: Shaba, Angola, Malawi, Zambia, Mozambique, Zimbabue, Botsuana, Swaziland, South Africa: Limpopo Province, Mpumalanga, Gauteng, KwaZulu-Natal)
- Parosmodes morantii axis Evans, 1937 (Senegal, Gambia, Guinea, Ivory Coast, Ghana, Nigeria, Uganda, western Kenia, Tanzania)